# Екатерина Шаврина
Екатерина Феоктистовна (Теоктистовна) Шаврина (рус. Екатерина Феоктистовна Шаврина; Пишма, 15. децембар 1942) совјетска и руска је певачица, извођач руских народних песама. Народна уметница Руске Федерације (1995).